# セバスチャン・エラール

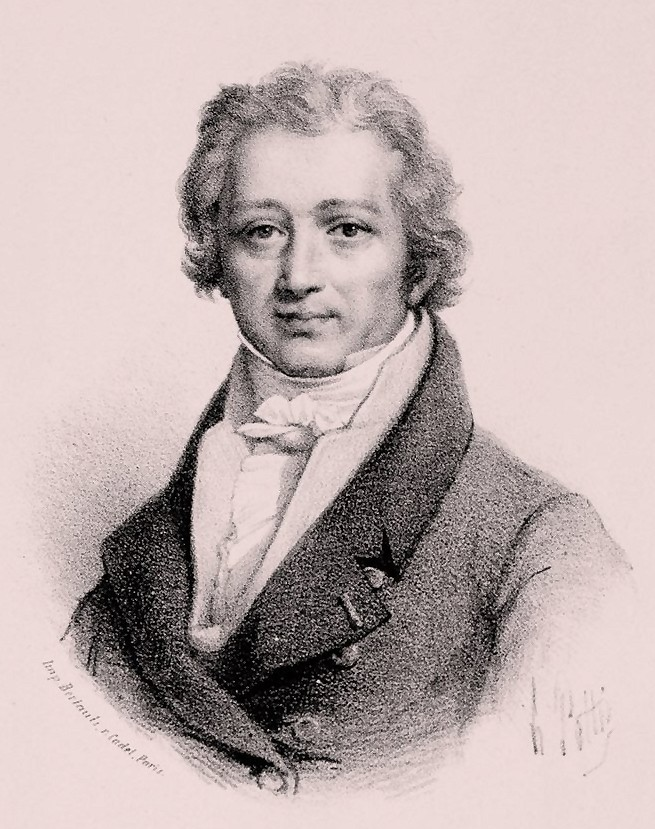
セバスチャン・エラール

セバスチャン・エラール（Sébastien Érard、1752年4月5日 - 1831年8月5日）は、フランスのピアノ製造技師であり、ピアノメーカー、エラール社の創始者である。

## 人物・来歴
1752年、フランス・ストラスブールに生まれた。子供の頃より機械に興味を示し、建築学、幾何学、製図法などを学んでいたが父が他界した後、16歳でパリに出てチェンバロメーカーで働いた。最初の職場ではその類まれな技術力を発揮していたが、弟子と師匠の立場が逆転するまでになりその理由で解雇された。
次の職場では師匠がセバスチャンの技量を見抜き、チェンバロ製作のすべてを任せていた。しかし師匠の代わりに楽器を製作するというのは当時の職人達のモラルに反し、顧客を通じてこのことが世間に知れ渡るが、逆にそのことでセバスチャンの名前も広く知られるようになった。このことがきっかけでブロワ の公爵夫人がパトロンとなり1777年には最初のスクエア・ピアノを製作しピアノ製作者として名声を高めていくが、同時に周囲のやっかみにあい同業者の組合から外されてしまった。当時、組合から外れることは職を失うことを意味し、セバスチャンはピアノ製作を続けるためマリー・アントワネット王妃のためにどんな歌も移調せず同じ音域で歌えるトランスポージング・ピアノを献呈したところ、ルイ16世から製造許可の特免状が発行された。
しかし1789年にフランス革命が起き、宮廷側の人間が処刑にされる中、危険を察知したセバスチャンはイギリス・ロンドンへ渡る。そこでもさらに楽器製作を学び、ピアノとハープの研究をし続け、1792年にはロンドンで工房を設立した。
その後、フランス革命が去った1796年にパリへ戻り本拠地を移し、イギリス式アクションのピアノに改良を加えた最初のグランドピアノを製作した。イギリスでも確固たる地位を築いたエラール社はロンドンとパリの工場を互いに連携をとりながらヨーロッパの名だたるピアノメーカーへと栄えていく。また同年には彼の後継者となる甥のピエール・エラールが生まれた。
1820年から1830年にかけてセバスチャンとピエールは現代のグランドピアノの原型となるレペティション機構（ダブル・エスケープメント・アクション）の特許を取得するなど数々の画期的なピアノの改良を共同で成し遂げている。
1830年にフランス7月革命が起き、その際に破壊されたパリのテュイルリー宮殿にあったオルガンの修理を最後の仕事として命ぜられたが、その修復の完成を待たず、セバスチャンは1831年8月5日にこの世を去った。セバスチャンの死後もエラール社のピアノ事業はピエール・エラールらによって引き継がれた。